# Руски и съветски паметници в Търговищка област
| Снимка   | Описание/дати стар стил | Надпис | Местоположение  | Местоположение |
| -------- | --- | --- | --------------- | --- |
|          | Братска могила на майор Самуил Базаревич от 125-и Курски полк, тежко ранен в гърдите на 28 ноември при с. Посабина и починал на 7 декември 1877 г. и на 7 нисши чина от 126-и Рилски полк, убити на 31 август 1877 г. | Братская могила 7 воиновъ 126 пҍх. Рыльскаго полка, убитыхъ при рекогносцировкҍ у с. Водицы 30 Августа 1877 г. Могила Самиула Базаревича Маiора 125 пҍх. Курскаго полка. Смертельно раненъ въ дҍлҍ 28 Ноября 1877 г. у д. Косабино, умеръ 7 Декабря 1877 г. у д. Водицҍ. | Водица          | Паметникът е поръчан от съпругата на майор Базаревич. Намира се в двора на църква „Свети Георги“ 43°21′15.6″ с. ш. 26°03′12.6″ и. д. / 43.354333° с. ш. 26.0535° и. д. |
| унищожен | Братска могила на 12 руски войници, починали от получените рани в сражението при с. Аязляр (Светлен) | Братская могила ... (нечетлив) | Водица          | Погребани край оградата от двете страни на южния вход към двора на църква „Свети Георги“. Паметникът е бил издигнат в западния край на този ред. 43°21′15″ с. ш. 26°03′14.8″ и. д. / 43.354167° с. ш. 26.054111° и. д.                                                      |
|          | Братска могила на подполковник Болеслав Манцевич и поручик Прокофий Щитиков от 129-и Бесарабски полк и поручик Мина Илашков от 33-та артилерийска бригада, убити на 24 август 1877 г. при с. Аблово (Горско Абланово) | 129 пҍхотнаго Бессарабскаго полка: подполковникъ Болеславъ Манцевичь, поручикъ Прокофiй Щитиковъ и 33 Артиллерiйской бригадьi поручикъ Мина Илашковъ пали въ бою съ турками 24 августа 1877 года при с. Аблава | Голямо градище  | Намира се в местността Кара гьол, в християнското гробище 43°27′39.7″ с. ш. 26°03′32.4″ и. д. / 43.461028° с. ш. 26.059° и. д. |
|          | Братска могила на капитан Лев Узембло от 132-ри Бенедерски полк и поручик Иван Квашнин-Самарин от 131-ви Тирасполски полк, убити в бой с турците на 24 август 1877 г. при селата Кацелово и Горско Абланово | 132 пҍхотнаго Бендерскаго полка Капитанъ Левъ Узембло и поручикъ 131 пҍхотнаго Тираспольскаго полка Иванъ Квашiнiнъ-Самаринъ пали въ бою с турками 24 Августа 1877 года первый при с. Кацелово и второй при с. Аблава. | Голямо градище  | Намира се в местността Кара гьол, в християнското гробище 43°27′42.6″ с. ш. 26°03′35.1″ и. д. / 43.461833° с. ш. 26.05975° и. д. |
|          | Втори паметник на поручик Иван Петрович Квашнин Самарин от 131-ви Тирасполски полк, убит в бой с турците на 24 август 1877 г. при с. Горско Абланово | Иванъ-Петровичъ Квашнинъ-Самаринъ родился въ 1851 году, скончался 1877 года. 26 лҍтъ кончил жизнь. Отъ Штабсъ – Ротмистра 8-го гусарскаго Лубенскаго полка Сергея Петровича Квашнина-Самарина. Память милому моему брату Ивану Петровичу Квашнину-Самарину г-ну поручику 131-го пехотного Тираспольского полка, убитаго в деле с турецкими войсками при Абланово 24-го Августа 1877 года. Да будетъ воля твоя надъ нимъ Господня.                                                                  | Голямо градище  | Построен е от брат му щабс-ротмистър Сергей Петрович Квашнин-Самарин от 8-и хусарски Лубенски полк. Намира се в местността Кара гьол, в християнското гробище 43°27′42.6″ с. ш. 26°03′35.1″ и. д. / 43.461833° с. ш. 26.05975° и. д.                                        |
|          | Братска могила на нисши чинове от 129-и Бесарабски полк – 78, 130-и Херсонски полк -38, 131-ви Тирасполски полк – 27, 132-ри Бендерски полк – 100, 33-та артилерийска бригада – 2, 12-и Драгунски стародубски полк – 3, 12-и Улански белгородски полк – 2, 12-и Хусарски ахтирски полк – 3, загинали на 24 август 1877 г. | Братская могила Въ память боя съ турками 24 Августа 1877 года при с. Аблаво и Кацелово Пали нижнихъ чиновъ: 33-й пҍхотной дивизiи и 12-й кавалерiйской дивизiи 129-го пҍхотнаго Бессарабскаго полкъ -78, 130-го пҍхотнаго Херсонскаго полкъ – 38, 131-го пҍхотнаго Тираспольскаго полкъ – 27, 132-го пҍхотнаго Бендерскаго полка – 100, 33-й артиллерийской бригады – 2, 12-го драгунскаго Стародубскаго полкъ – 3, 12-го уланскаго Белгородскаго полкъ – 2, 12-го гусарскаго Ахтырскаго полкъ – 3 | Горско Абланово | Намира се в „Парк на освободителите“ в местността Коджа баир западно от селото 43°30′02″ с. ш. 26°04′03.4″ и. д. / 43.500556° с. ш. 26.067611° и. д. |
|          | Братска могила на подпоручик Никита Любински от 129-и Бесарабски полк, загинал на 24 август 1877 г. край с. Горско Абланово | 129 пҍхотнаго Бессарабскаго полка подпоручикъ Никита Любинскiй палъ въ бою съ турками 24 Августа 1877 года при с. Аблава | Горско Абланово | Намира се северно от селото 43°30′17.7″ с. ш. 26°04′14.1″ и. д. / 43.504917° с. ш. 26.070583° и. д. |
|          | Братска могила на 3 подофицери и 10 редови от 4-ти Копорски полк и 1 нисш чин от 2-ра батарея на 1-ва артилерийска бригада, загинали на 24 август 1877 г. при с. Горско Абланово | Братская могила Здесь погребены тѣла нижнихъ чиновъ, убитыхъ ва сраженiи 24 го Августа 1877 года при Облавiъ 4 пiъхотнаго Копорскго Его Величества Корола Саксонскаго полка 3-ри унтеръ офицеръ 10 рядовыхъ и 2 батарея 1 артиллереiской бригады 1-ъ рядовой. Господи упокой души воиновъ на поле брани за освобожденiе восточныхъ христiанъ животъ свой положившихъ. | Горско Абланово | Намира се северно от селото 43°30′18″ с. ш. 26°04′12″ и. д. / 43.505° с. ш. 26.07° и. д. |
|          | Братска могила на 6 нисши чина от 4-ти Копорски полк, загинали на 24 август 1877 г. при с. Горско Абланово | Братская могила Здесь погребены тѣла нижнихъ чиновъ, убитыхъ въ сраженiи 24го Августа 1877 года при д. Облавiъ 4 пiъхотнаго Копорскго Его Величества Короля Саксонскаго полка 6 рядовыхъ. Господи упокой души воиновъ на поле брани за освобожденiе восточныхъ христiанъ животъ свой положившихъ. | Горско Абланово | Намира се на 1.5 км северно от селото до р. Черни Лом 43°30′52″ с. ш. 26°04′50.6″ и. д. / 43.514444° с. ш. 26.080722° и. д. |
|          | Братска могила на 17 нисши чина от 139-и Моршански полк и капитаните Дионисий Оссовский, Антон Складовский, Василий Ленов и 93 нисши чина от 140-и Зарайски полк, загинали на 18 август 1877 г. при с. Карахасанкьой (Зараево)                                                                                            | Братская могила убитыхъ въ сраженiи при д. Карахасанкiой 18 августа 1877 г. убито: 140 пҍхот. Зараискаго полка капитанъ Дiонисiи Савельевичь Оссовскiи, капитанъ Василiи Василҍевичь Лҍновъ, капитанъ Антонъ Ивановичь Складовскiи, нижнихъ чиновъ 86 челов.умерло отъ ранъ 7 ч., 139 пҍхотнаго Моршанскаго полка нижнихъ чиновъ 12 чел. умерло отъ ранъ 5 ч. | Зараево         | Намира се северно от селото в мемориалния парк в местността Дюс орман 43°26′43.4″ с. ш. 26°15′40″ и. д. / 43.445389° с. ш. 26.261111° и. д. |
|          | Надгробен паметник на щабс-ротмистър от 8-и хусарски Лубенски полк Павел Модестович Богданович, смъртно ранен в боя на 31 юли при Садина | Штабсъ-Ротмистрҍ 8-го Гусарскаго лубенскаго полка ПАВЕЛЪ БОГДАНОВИЧЪ смертльно раненъ въ дҍлҍ 31-го Iюла 1877 года при С. Садино. | Зараево         | Погребан е в двора на разрушената тогава църква „Свети Архангел Михаил“, по-късно паметникът е преместен в парка северно от селото 43°26′44.3″ с. ш. 26°15′41.5″ и. д. / 43.445639° с. ш. 26.261528° и. д.                                                                  |
|          | Паметник над братска могила на загинали руски войни в Руско-турската война 1877 – 1878 г. | Надписите не личат | Зараево         | Издигнат в двора на църквата „Свети Архангел Михаил“ в село Зараево през 1878 г. |
|          | Паметник на войните, загинали на 5 юли 1877 г. край с. Хайдаркьой (Кардам) | В ПАМЕТ НА ЗАГИНАЛИТЕ ОСВОБОДИТЕЛИ на 17 VII 1877 г от жителите на с Кардам 17 VII 1977 г | Кардам          | Открит е на 17 март 1977 г. на мястото на сражението. Намира се в двора на джамията 43°22′38.1″ с. ш. 26°17′08″ и. д. / 43.37725° с. ш. 26.285556° и. д. |
|          | Братска могила на 5 нисши чинове от 8-и хусарски Лубенски полк: унтер-офицер Захари Мазур и редови Михаил Матяш, Евстратий Пирушев, Яков Кровцев, Гилмудтин Мусифлин, убити на 5 юли 1877 г. при с. Хайдаркьой (Кардам)                                                                                                   | Братская Могила Нижнихъ чиновъ 8-го Гусарскаго Лубенскаго полка, убитыхъ въ ҍ дҍлҍ 5-го Iюля 1877 года при Д. Хайдаркiой, Унтер-офицера Захара Мазура, рядовыхъ Михаила Матяша, Евстратiя Пырушева, Якова Кровцева, Гильмудтина Мусифлина. | Ковачевец       | Издигнат през 1878 г. на 3 км източно от селото, в местността Калето (Ливадето) 43°21′29.3″ с. ш. 26°08′19.6″ и. д. / 43.358139° с. ш. 26.138778° и. д. |
|          | Надгробен паметник на руски войни, починали през Руско-турската война 1877 – 1878 г. в лазарета в гр. Омуртаг | На това място през 1878 г. са погребани руските войни, починали през Руско-турската Освободителна война 1877 – 1878 г. в лазарета в град Омуртаг | Омуртаг         | Намира се в парка в югозападната част на града 43°06′07.3″ с. ш. 26°24′57.2″ и. д. / 43.102028° с. ш. 26.415889° и. д. |
|          | Братска могила на 8 редови Николай Пицевич, Семëн Морозов, Адам Войтошка, Степан Кочень, Карл Василеня, Михаил Матанов, Антон Метла, Семëн Лапицкий и Фома Тоневский от 101-ви Пермски полк, убити на 2 септември 1877 г.                                                                                                 | Помяни их Господи погибших от руски раясей Братская могила; Здесь погребены 8 нижних чинов 101 пех. Пермского полка убитых в сражении с турками – 2 сентебря 1877 г. | Осиково         | Построен е през 1878 г., северно от селото, в християнското гробище 43°23′09.4″ с. ш. 25°59′39.4″ и. д. / 43.385944° с. ш. 25.994278° и. д. |
|          | Братска могила на нисши чинове (вероятно от 8-и Донски казашки полк), загинали край селото | Братская могила | Осиково         | Намира се в централната част на селото 43°22′56″ с. ш. 25°59′45″ и. д. / 43.382222° с. ш. 25.995833° и. д. |
|          | Братска могила на руски войници, загинали през лятото на 1877 г. в боевете при с. Аязлар (Светлен) | Тук са погребани руските войни убити в Руско-турската освободителна война 1877 – 1878. | Попово          | Сегашният му вид е възстановен през 1993 г. Намира се в мемориалния парк в североизточния край на града 43°21′25.4″ с. ш. 26°14′02.5″ и. д. / 43.357056° с. ш. 26.234028° и. д.                                                                                             |
|          | Братска могила на поручик Павел Львович Татянин от 2-ри Софийски полк и 17 нисши чина, убити на 9 август 1877 г. при с. Аязлар (Светлен) | Здесъ погребанъ Поручикъ 2-го пҍх. Соф. п. Павелъ Львовичъ Татьанинъ убитъ въ сраж. при д. Аясляръ 9ой Августа 1877 г. | Попово          | Сегашният му вид е възстановен с оригиналния надпис през 1975 г. Намира се в двора на църква „Свети Архангел Михаил“ 43°21′00.8″ с. ш. 26°13′50.6″ и. д. / 43.350222° с. ш. 26.230722° и. д.                                                                                |
|          | Надгробен паметник на майор Николай Князев командир на 2-ри батальон от 1-ви Невски полк, починал от слънчев удар на 10 август 1877 г. | (унищожен) 1-го пех. Невскаго В. К. полка Командиръ 2-го Батал. Маiоръ Николай Князевъ умеръ на позиции отъ удара 11-го Августа 1877 г. отъ жизанъ 49 год. | Попово          | Сегашният му вид е възстановен през 1975 г. Намира се в двора на църква „Свети Архангел Михаил“ 43°21′00.8″ с. ш. 26°13′50.6″ и. д. / 43.350222° с. ш. 26.230722° и. д. |
|          | Братска могила на 2 нисши чина 1-ви Невски полк и 6 нисши чина от 2-ри Софийски полк, починали от рани и болести през Руско-турската война 1877-1878 г. | (унищожен) Нижнихъ чиновъ умершихъ отъ ранъ и болезней въ войну 1877/78 год. 1-го пехот. Невскаго полка 2 челов., 2-го пехотна соф. полка 6 человека | Попово          | Сегашният му вид е възстановен през 1975 г. Намира се в двора на църква „Свети Архангел Михаил“ 43°21′00.8″ с. ш. 26°13′50.6″ и. д. / 43.350222° с. ш. 26.230722° и. д. |
|          | Братска могила на 31 нисши чина от 125-и Курски полк, загинали на 28 ноември 1877 г. | Братская могила 31му русскому воину 125-пҍхотнаго Курскаго полка Убитые въ сраженiи съ Турками 28-го Ноября 1877 года у села Косабина | Посабина        | Намира се в северните покрайнини на селото 43°19′44.2″ с. ш. 26°07′19.2″ и. д. / 43.328944° с. ш. 26.122° и. д. |
|          | Братска могила на младши вахмистри Ефим Падалкин и Клим Мандрик, унтер-офицер Иван Черевичний, ефрейтори Виктор Кулчицкий и Ефим Бондарев, редови Мартин Ермолюк, Кирил Кашел, Василий Забродин и Созон Козленко от 8-и Лубенски хусарски полк, убити на 28 ноември 1877 г. при с. Посабина                               | Братская могила нижнихъ чиновъ 8-го Гусарскаго Лубенскаго полка убитыхъ въ дҍлҍ 28 Ноября 1877 года при с. Косабино Младшаю вахмистра Ефима Падалкина, Клима Мандрыки, Унтеръ офицера Ивана Черевичнаго, Ефрейтора Виктора Кульчитскаго, Ефима Бондарева, Рядовыхъ Мартына Ермолюка, Кирила Кашеля, Восилiя Забродина, Созона Козленко | Посабина        | Намира се западно от селото 43°19′37.8″ с. ш. 26°06′18.5″ и. д. / 43.327167° с. ш. 26.105139° и. д. |
| унищожен | Братска могила на 5 нисши чина от 11-и драгунски Рижки полк, убити на 22 ноември 1877 г. при с. Посабина | Здҍсъ покоятся 5 нижнихъ чиновъ 11 Драгун. (Рижскаго) полка убитые 22 Ноября 1877 г. при С. Косабинҍ | Посабина        | Изграден е първоначално в местността Кара-кайлък или Древеник. В началото на 20 век заради заграбване на земя е разрушен и част от него с този надпис е в църковния двор (или кметството) 43°19′34.7″ с. ш. 26°06′56.5″ и. д. / 43.326306° с. ш. 26.115694° и. д.           |
|          | Братска могила на корнет Михаил Борановский, унтер-офицер Антон Замша и редници Михаил Матяш, Андрей Кожемякин и Андрей Гранат от 8-и Лубенски хусарски полк, загинали на 31 юли 1877 г., край с. Садина | Братская могила Нижнихъ чиновъ 8-го Гусарскато Лубенскаго полка, убитыхъ въ дҍлҍ 31-го Iюля 1877 года при С.Садино Унтеръ-Офицера Антона Замши. Рядовыхъ: Михаила Матяша, Андрея Кожемякина, Андрея Граната. Корнетъ 8-го Гусарскаго Лубенкаго полка Михаилъ Борановскiй Убитъ въ томъ-же дҍлҍ 31-го Iюля 1877 года при С.Садино | Садина          | Намира се западно – северозападно от селото в местността Балкан сарть 43°29′00.4″ с. ш. 26°15′35.5″ и. д. / 43.483444° с. ш. 26.259861° и. д. |
|          | Паметник на руския писател Всеволод Гаршин, редник от 138-и Болховски полк, ранен в сражението край с. Аязлар (Светлен) и изпратен за лечение в Русия. | В. Гаршин | Светлен         | Намира се в северната част на селото, в двора на църква „Свети цар Борис-Михаил Покръстител“ 43°18′58.7″ с. ш. 26°16′29.2″ и. д. / 43.316306° с. ш. 26.274778° и. д. |
|          | Братска могила на нисши чинове: от 1-ви Невски полк – 25, 2-ри Софийски полк – 15 и от 4-та батарея на 1-ва артилерийска бригада – 1, убити на 9, 10 и 11 август 1877 г. в сраженията при с. Аязлар (Светлен) | Братская могила нижни чиновъ, убитыхъ въ сраженiи при деревне Аясларъ 9-го 10-го и 11-го Августа 1877 г. 1-го п.невскаго п.-25 чел. 2-го п софiйск п – 15, 1-и Арт брыъ Н-ьи батареъи 1 челов | Светлен         | Построен през 1885 г. в местността Султанска кория, северно от селото 43°19′28.4″ с. ш. 26°16′00.1″ и. д. / 43.324556° с. ш. 26.266694° и. д. |
|          | Паметник на загиналите руски войни на 10 и 11 август 1877 г. при с. Аязлар (Светлен) | В памет на загиналите руски воини на 22 и 23.VIII.1877 г. | Светлен         | Построен по инициатива на закритото военно поделение на 22 август 1997 г. Намира се на 3 км източно от селото, в местността Капитан гроб (или Кашък баир), където са се водили кръвопролитни боеве. 43°19′06.9″ с. ш. 26°18′37.7″ и. д. / 43.318583° с. ш. 26.310472° и. д. |
|          | Паметник на генерал-лейтенант Казимир Ернрот | Ген.КАЗИМИР ЕРНРОТ (1833 – 1913) Генерал от финландски произход В Руско-турската война през 1877 – 1878 г.е командвал XI пехотна дивизия, освободила на 29 януари 1878 г. Търговище от османско владичество. Военен министър (1880 – 1881) и министър-председател на България (1881). | Търговище       | Намира се в градинката пред музея на ул. „3-ти март“ 43°14′27.8″ с. ш. 26°34′15.5″ и. д. / 43.241056° с. ш. 26.570972° и. д. |